# Home Depot
The Home Depot Inc. är en amerikansk detaljhandelskedja som specialiserar sig på att sälja produkter rörande inredning och byggnadsmaterial till slutkunder. De rankas som världens största i sin bransch med en omsättning på nästan $94,6 miljarder och har 406 000 anställda. Detaljhandelskedjan har totalt 2 266 butiker varav 1 977 återfinns i samtliga amerikanska delstater och i de amerikanska territorierna Amerikanska Jungfruöarna, Guam och Puerto Rico samt 180 butiker i Kanada och 109 butiker i Mexiko.